# 國井英夫
國井 英夫（くにい ひでお、1950年（昭和25年）5月18日 - ）は、日本の銀行家、実業家。荘内銀行頭取、庄交コーポレーション社長などを務めた。

## 来歴・人物
山形県余目町（現：庄内町）出身。山形県立鶴岡南高等学校を経て明治大学農学部を卒業。1974年に荘内銀行に入行。ブリヂストンCOOを務めた西海和久は高校の同級生。
1994年5月、町田睿が荘銀副頭取就任を前提に顧問として着任する。それから程なくして、かねてから銀行の現状に危機感を覚えていた國井は、町田宅に赴き、「同じ時期に設立された七十七銀行は東北一の銀行になっている。それより早く設立された当行は、なぜこれほど差をつけられてしまったのか」と嘆いた。すると町田は「地域経済の違いは行政だけではなく、銀行にこそ責任がある。地銀は地元経済から逃れることができないのだから、地域の発展こそ銀行の生き残る道だ。」と國井を激励した。
國井は町田が主導した中堅行員らを対象とした富士銀行本店へのトレーニーでは、約3か月ほど総合企画部に籍を置き、都銀のカルチャーに触れ多いに刺激を受け、鶴岡に戻った。
2008年6月、町田路線の継承を旗印に頭取に就任し、仙台圏における新規出店による住宅ローンの伸長や都内への多店舗展開など業容の拡大を図った。2016年6月末を以て同行顧問に退き、庄交ホールディングス及び庄交コーポレーション社長、庄内交通会長に就任。また引き続き鶴岡商工会議所副会頭を担い、庄内地方の活性化に取り組んだ、2024年6月末、庄交コーポレーション社長から退いた。

## 略歴
- 1969年（昭和44年）- 山形県立鶴岡南高等学校卒業。
- 1974年（昭和49年） - 明治大学農学部農業経済学科卒業後、荘内銀行入行。
  - 以降、人事部主任審議役、総合企画部副部長兼経営企画課長兼広報室長、業務企画部長、総合企画部長等を歴任する。
- 1999年（平成11年） - 同取締役総合企画部長委嘱。
- 2000年（平成12年） - 同執行役員兼任東京支店長兼東京事務所長。
- 2002年（平成14年） - 同常務取締役企画部長兼ふるさと振興室長委嘱。
- 2003年（平成15年） - 同常務取締役企画部長兼ふるさと振興室長委嘱。
- 2007年（平成19年） - 同代表取締役専務兼専務執行役員。
- 2008年（平成20年） - 同取締役兼代表執行役頭取兼COO営業統括本部長。
- 2009年（平成21年） - 同代表取締役頭取兼頭取執行役員・フィデアホールディングス取締役。
- 2016年（平成28年）6月 - 荘内銀行顧問。庄交ホールディングス社長及び庄交コーポレーション社長。庄内交通代表取締役会長。
- 2017年（平成29年）- 庄交コーポレーション社長、庄内交通代表取締役会長。荘内銀行顧問。